# Tweede Kamerverkiezingen in het kiesdistrict Zwolle (1850-1888)
Tweede Kamerverkiezingen in het kiesdistrict Zwolle (1850-1888) geeft een overzicht van verkiezingen voor de Nederlandse Tweede Kamer in het kiesdistrict Zwolle in de periode 1850-1888.
Het kiesdistrict Zwolle was al ingesteld in 1848. De indeling van het kiesdistrict werd in 1850 gewijzigd bij de invoering van de Kieswet. Tot het kiesdistrict behoorden vanaf dat moment de volgende gemeenten: Avereest, Dalfsen, Doornspijk, Elburg, Genemuiden, Grafhorst, Hasselt, Hattem, Heerde, Heino, Hellendoorn, Kampen, Kamperveen, Nieuwleusen,Oldebroek, Olst, Raalte, Schokland, Wijhe, Wilsum, IJsselmuiden, Zalk en Veecaten, Zwolle en Zwollerkerspel.
In 1864 werd de indeling van het kiesdistrict gewijzigd. De gemeenten Hellendoorn, Olst, Raalte en Wijhe werden toegevoegd aan het kiesdistrict Deventer. Een gedeelte van het kiesdistrict Almelo (de gemeenten Ambt Ommen en Stad Ommen) werd toegevoegd aan het kiesdistrict Zwolle.
In 1869 werd de indeling van het kiesdistrict wederom gewijzigd. De gemeenten Genemuiden en Hasselt werden toegevoegd aan het kiesdistrict Steenwijk.
In 1878 werd de indeling van het kiesdistrict wederom gewijzigd. De gemeente Heerde werd toegevoegd aan het kiesdistrict Deventer en de gemeente Avereest aan het kiesdistrict Steenwijk. Een gedeelte van het kiesdistrict Almelo (de gemeenten Ambt Hardenberg, Gramsbergen en Stad Hardenberg) werd toegevoegd aan het kiesdistrict Zwolle.
Het kiesdistrict Zwolle was in deze periode een meervoudig kiesdistrict: het vaardigde twee leden af naar de Tweede Kamer. Om de twee jaar trad een van de leden af; er werd dan een periodieke verkiezing gehouden voor de vrijgevallen zetel. Bij algemene verkiezingen (na ontbinding van de Tweede Kamer) bracht elke kiezer twee stemmen uit. Om in de eerste verkiezingsronde gekozen te worden moest een kandidaat minimaal de districtskiesdrempel behalen; indien nodig werd een tweede ronde gehouden.
Legenda
- cursief: in de eerste verkiezingsronde geplaatst voor de tweede ronde;
- vet: gekozen als lid van de Tweede Kamer.

## 27 augustus 1850
De verkiezingen waren algemene verkiezingen; zij werden gehouden na ontbinding van de Tweede Kamer na inwerkingtreding van de Kieswet.
|                              | 27 augustus |
| ---------------------------- | ----------- |
| Kiesgerechtigden             | 2.439       |
| Opkomst                      | 1.923       |
| Geldige stemmen              | 3.787       |
| Blanco stemmen               | 46          |
| Kiesdrempel                  | 947         |
| Kandidaten                   |             |
| B.W.A.E. Sloet tot Oldhuis   | 1.115       |
| A.J. Duymaer van Twist       | 750         |
| B.P.G. van Diggelen          | 478         |
| G. Groen van Prinsterer      | 410         |
| Æ. Mackay                    | 257         |
| A. de Pinto                  | 252         |
| C.M. Storm van 's Gravesande | 230         |
| P.M. van Goens               | 63          |
| W.G. Hovy                    | 52          |

## 11 september 1850
Albertus Duymaer van Twist was bij de verkiezingen van 27 augustus 1850 tevens kandidaat in het kiesdistrict Steenwijk, waar hij gekozen werd. De tweede ronde van de verkiezingen in Zwolle kon daarom niet plaatsvinden. Als gevolg hiervan werd in Zwolle voor de ontstane vacature een naverkiezing gehouden.
|                         | 11 september |
| ----------------------- | ------------ |
| Kiesgerechtigden        | 2.439        |
| Opkomst                 | 1.684        |
| Geldige stemmen         | 1.664        |
| Blanco stemmen          | 10           |
| Kandidaten              |              |
| G. Groen van Prinsterer | 955          |
| B.P.G. van Diggelen     | 432          |
| A. de Pinto             | 110          |
| N. van Heloma           | 43           |
| W.R. van Hoëvell        | 40           |

## 8 juni 1852
De verkiezingen waren periodieke verkiezingen; zij werden gehouden vanwege de afloop van de zittingstermijn van een gekozen lid.
|                         | 8 juni | 22 juni |
| ----------------------- | ------ | ------- |
| Kiesgerechtigden        | 2.650  | 2.650   |
| Opkomst                 | 1.530  | 1.757   |
| Geldige stemmen         | 1.509  | 1.736   |
| Blanco stemmen          | 14     | 20      |
| Kandidaten              |        |         |
| G. Groen van Prinsterer | 520    | 928     |
| B.P.G. van Diggelen     | 499    | 808     |
| J.C. Bijsterbos         | 403    |         |
| J. Zeehuizen            | 40     |         |

## 17 mei 1853
De verkiezingen waren algemene verkiezingen; zij werden gehouden na ontbinding van de Tweede Kamer.
|                            | 17 mei | 31 mei |
| -------------------------- | ------ | ------ |
| Kiesgerechtigden           | 2.731  | 2.731  |
| Opkomst                    | 2.029  | 1.904  |
| Geldige stemmen            | 3.991  | 1.892  |
| Blanco stemmen             | 37     | 8      |
| Kiesdrempel                | 998    | 946    |
| Kandidaten                 |        |        |
| G. Groen van Prinsterer    | 1.224  |        |
| B.W.A.E. Sloet tot Oldhuis | 795    | 1.009  |
| W.L.F.C. van Rappard       | 869    | 883    |
| J.R. Thorbecke             | 646    |        |
| G. Schimmelpenninck        | 410    |        |

## 13 juni 1854
De verkiezingen waren periodieke verkiezingen; zij werden gehouden vanwege de afloop van de zittingstermijn van een gekozen lid.
|                                | 13 juni |
| ------------------------------ | ------- |
| Kiesgerechtigden               | 2.731   |
| Opkomst                        | 1.704   |
| Geldige stemmen                | 1.688   |
| Blanco stemmen                 | 13      |
| Kandidaten                     |         |
| J.P.P. van Zuylen van Nijevelt | 930     |
| G. Groen van Prinsterer        | 738     |

## 10 juni 1856
De verkiezingen waren periodieke verkiezingen; zij werden gehouden vanwege de afloop van de zittingstermijn van een gekozen lid.
|                            | 10 juni |
| -------------------------- | ------- |
| Kiesgerechtigden           | 2.871   |
| Opkomst                    | 1.429   |
| Geldige stemmen            | 1.419   |
| Blanco stemmen             | 9       |
| Kandidaten                 |         |
| B.W.A.E. Sloet tot Oldhuis | 982     |
| G. Groen van Prinsterer    | 491     |

## 8 juni 1858
De verkiezingen waren periodieke verkiezingen; zij werden gehouden vanwege de afloop van de zittingstermijn van een gekozen lid.
|                                | 8 juni |
| ------------------------------ | ------ |
| Kiesgerechtigden               | 2.948  |
| Opkomst                        | 1.101  |
| Geldige stemmen                | 1.086  |
| Blanco stemmen                 | 12     |
| Kandidaten                     |        |
| J.P.P. van Zuylen van Nijevelt | 679    |
| F. van Hogendorp               | 373    |

## 12 juni 1860
De verkiezingen waren periodieke verkiezingen; zij werden gehouden vanwege de afloop van de zittingstermijn van een gekozen lid.
|                  | 12 juni | 26 juni |
| ---------------- | ------- | ------- |
| Kiesgerechtigden | 2.973   | 2.973   |
| Opkomst          | 1.140   | 1.484   |
| Geldige stemmen  | 1.132   | 1.477   |
| Blanco stemmen   | 5       | 6       |
| Kandidaten       |         |         |
| P. Mijer         | 508     | 744     |
| T.J. Stieltjes   | 459     | 733     |
| S.J. van Roijen  | 121     |         |

## 9 april 1861
Jacob van Zuylen van Nijevelt, gekozen bij de verkiezingen van 8 juni 1858, trad op 14 maart 1861 af vanwege zijn benoeming als bewindspersoon in het kabinet-Van Zuylen van Nijevelt-Van Heemstra. Om in de ontstane vacature te voorzien werd een tussentijdse verkiezing gehouden. 
|                                  | 9 april | 23 april |
| -------------------------------- | ------- | -------- |
| Kiesgerechtigden                 | 2.973   | 2.973    |
| Opkomst                          | 1.503   | 1.420    |
| Geldige stemmen                  | 1.491   | 1.411    |
| Blanco stemmen                   | 11      | 6        |
| Kandidaten                       |         |          |
| J.P.J.A. van Zuylen van Nijevelt | 484     | 710      |
| A. van Naamen van Eemnes         | 346     | 701      |
| G.A. de Meester                  | 222     |          |
| G.A. IJssel de Schepper          | 171     |          |
| W.G. Hovy                        | 142     |          |
| H.J.A. Raedt van Oldenbarnevelt  | 99      |          |

## 10 juni 1862
De verkiezingen waren periodieke verkiezingen; zij werden gehouden vanwege de afloop van de zittingstermijn van een gekozen lid.
|                          | 10 juni | 24 juni |
| ------------------------ | ------- | ------- |
| Kiesgerechtigden         | 3.085   | 3.085   |
| Opkomst                  | 1.424   | 1.767   |
| Geldige stemmen          | 1.416   | 1.758   |
| Blanco stemmen           | 4       | 6       |
| Kandidaten               |         |         |
| G.A. de Meester          | 514     | 977     |
| G. Groen van Prinsterer  | 474     | 781     |
| G.A. IJssel de Schepper  | 173     |         |
| W.G. Hovy                | 172     |         |
| A. van Naamen van Eemnes | 70      |         |

## 22 maart 1864
Gerrit de Meester, gekozen bij de verkiezingen van 10 juni 1862, overleed op 2 maart 1864. Om in de ontstane vacature te voorzien werd een tussentijdse verkiezing gehouden. 
|                                 | 22 maart | 5 april |
| ------------------------------- | -------- | ------- |
| Kiesgerechtigden                | 3.159    | 3.159   |
| Opkomst                         | 1.467    | 1.709   |
| Geldige stemmen                 | 1.445    | 1.689   |
| Blanco stemmen                  | 12       | 16      |
| Kandidaten                      |          |         |
| G.A. IJssel de Schepper         | 407      | 978     |
| H.J.A. Raedt van Oldenbarnevelt | 414      | 711     |
| O. van Wassenaer van Catwijck   | 297      |         |
| J.W.J. de Vos van Steenwijk     | 195      |         |
| J.P.P. van Zuylen van Nijevelt  | 105      |         |

## 14 juni 1864
De verkiezingen waren periodieke verkiezingen; zij werden gehouden vanwege de afloop van de zittingstermijn van een gekozen lid.
|                  | 14 juni |
| ---------------- | ------- |
| Kiesgerechtigden | 2.667   |
| Opkomst          | 1.385   |
| Geldige stemmen  | 1.371   |
| Blanco stemmen   | 14      |
| Kandidaten       |         |
| P. Mijer         | 769     |
| S.J. van Roijen  | 389     |
| J. Kalff         | 205     |

## 12 juni 1866 (tussentijds)
Pieter Mijer, gekozen bij de verkiezingen van 14 juni 1864, trad op 30 mei 1866 af vanwege zijn benoeming als bewindspersoon in het kabinet-Van Zuylen van Nijevelt. Om in de ontstane vacature te voorzien werd een tussentijdse verkiezing gehouden.
|                                | 12 juni | 5 april |
| ------------------------------ | ------- | ------- |
| Kiesgerechtigden               | 2.701   | 2.701   |
| Opkomst                        | 1.784   | 1.771   |
| Geldige stemmen                | 1,766   | 1.740   |
| Blanco stemmen                 | 10      | 22      |
| Kandidaten                     |         |         |
| H.A. Wttewael van Stoetwegen   | 577     | 898     |
| T.J. Stieltjes                 | 615     | 842     |
| C.T. van Lynden van Sandenburg | 522     |         |

## 12 juni 1866 (periodiek)
De verkiezingen waren periodieke verkiezingen; zij werden gehouden vanwege de afloop van de zittingstermijn van een gekozen lid.
|                         | 12 juni |
| ----------------------- | ------- |
| Kiesgerechtigden        | 2.701   |
| Opkomst                 | 1.784   |
| Geldige stemmen         | 1.759   |
| Blanco stemmen          | 9       |
| Kandidaten              |         |
| G.A. IJssel de Schepper | 1.108   |
| G. Groen van Prinsterer | 624     |

## 30 oktober 1866
De verkiezingen waren algemene verkiezingen; zij werden gehouden na ontbinding van de Tweede Kamer.
|                               | 30 oktober | 13 november |
| ----------------------------- | ---------- | ----------- |
| Kiesgerechtigden              | 2.701      | 2.701       |
| Opkomst                       | 1.926      | 1.662       |
| Geldige stemmen               | 3.806      | 1.650       |
| Blanco stemmen                | 46         | 11          |
| Kiesdrempel                   | 952        | 825         |
| Kandidaten                    |            |             |
| T.J. Stieltjes                | 1.309      |             |
| A. van Naamen van Eemnes      | 677        | 982         |
| G.A. IJssel de Schepper       | 775        | 667         |
| O. van Wassenaer van Catwijck | 498        |             |
| L.W.C. Keuchenius             | 449        |             |

## 22 januari 1868
De verkiezingen waren algemene verkiezingen; zij werden gehouden na ontbinding van de Tweede Kamer.
|                          | 22 januari |
| ------------------------ | ---------- |
| Kiesgerechtigden         | 2.739      |
| Opkomst                  | 1.716      |
| Geldige stemmen          | 3.376      |
| Blanco stemmen           | 50         |
| Kiesdrempel              | 844        |
| Kandidaten               |            |
| A. van Naamen van Eemnes | 1.124      |
| J.W. Gefken              | 879        |
| T.J. Stieltjes           | 774        |
| G. Groen van Prinsterer  | 566        |

## 8 juni 1869
De verkiezingen waren periodieke verkiezingen; zij werden gehouden vanwege de afloop van de zittingstermijn van een gekozen lid.
|                  | 8 juni |
| ---------------- | ------ |
| Kiesgerechtigden | 2.625  |
| Opkomst          | 1.945  |
| Geldige stemmen  | 1.930  |
| Blanco stemmen   | 6      |
| Kandidaten       |        |
| J.A. Sandberg    | 1.094  |
| J.W. Gefken      | 829    |

## 13 juni 1871
De verkiezingen waren periodieke verkiezingen; zij werden gehouden vanwege de afloop van de zittingstermijn van een gekozen lid.
|                          | 13 juni |
| ------------------------ | ------- |
| Kiesgerechtigden         | 2.607   |
| Opkomst                  | 1.702   |
| Geldige stemmen          | 1.692   |
| Blanco stemmen           | 8       |
| Kandidaten               |         |
| A. van Naamen van Eemnes | 922     |
| J.W. Gefken              | 423     |
| A.F. Vos de Wael         | 282     |

## 10 juni 1873
De verkiezingen waren periodieke verkiezingen; zij werden gehouden vanwege de afloop van de zittingstermijn van een gekozen lid.
|                   | 10 juni |
| ----------------- | ------- |
| Kiesgerechtigden  | 2.680   |
| Opkomst           | 1.814   |
| Geldige stemmen   | 1.800   |
| Blanco stemmen    | 12      |
| Kandidaten        |         |
| J.A. Sandberg     | 918     |
| L.W.C. Keuchenius | 572     |
| J.W. Gefken       | 302     |

## 8 juni 1875
De verkiezingen waren periodieke verkiezingen; zij werden gehouden vanwege de afloop van de zittingstermijn van een gekozen lid.
|                          | 8 juni |
| ------------------------ | ------ |
| Kiesgerechtigden         | 2.767  |
| Opkomst                  | 1.983  |
| Geldige stemmen          | 1.974  |
| Blanco stemmen           | 7      |
| Kandidaten               |        |
| A. van Naamen van Eemnes | 1.065  |
| J.W. Gefken              | 886    |

## 12 juni 1877
De verkiezingen waren periodieke verkiezingen; zij werden gehouden vanwege de afloop van de zittingstermijn van een gekozen lid.
|                  | 12 juni |
| ---------------- | ------- |
| Kiesgerechtigden | 2.808   |
| Opkomst          | 1.960   |
| Geldige stemmen  | 1.935   |
| Blanco stemmen   | 2       |
| Kandidaten       |         |
| J.A. Sandberg    | 1.025   |
| A. van Dedem     | 894     |

## 10 juni 1879
De verkiezingen waren periodieke verkiezingen; zij werden gehouden vanwege de afloop van de zittingstermijn van een gekozen lid.
|                          | 10 juni | 24 juni |
| ------------------------ | ------- | ------- |
| Kiesgerechtigden         | 2.828   | 2.828   |
| Opkomst                  | 1.835   | 2.431   |
| Geldige stemmen          | 1.824   | 2.420   |
| Blanco stemmen           | 8       | 1       |
| Kandidaten               |         |         |
| A. van Dedem             | 776     | 1.329   |
| A. van Naamen van Eemnes | 788     | 1.091   |
| L.G. Verwer              | 235     |         |

## 14 juni 1881
De verkiezingen waren periodieke verkiezingen; zij werden gehouden vanwege de afloop van de zittingstermijn van een gekozen lid.
|                           | 14 juni |
| ------------------------- | ------- |
| Kiesgerechtigden          | 2.981   |
| Opkomst                   | 2.564   |
| Geldige stemmen           | 2.555   |
| Blanco stemmen            | 9       |
| Kandidaten                |         |
| T.A.J. van Asch van Wijck | 1.333   |
| J.A. Sandberg             | 1.213   |

## 12 juni 1883
De verkiezingen waren periodieke verkiezingen; zij werden gehouden vanwege de afloop van de zittingstermijn van een gekozen lid.
|                  | 12 juni |
| ---------------- | ------- |
| Kiesgerechtigden | 3.016   |
| Opkomst          | 2.589   |
| Geldige stemmen  | 2.555   |
| Blanco stemmen   | 13      |
| Kandidaten       |         |
| A. van Dedem     | 1.476   |
| S.J. van Roijen  | 1.071   |

## 28 oktober 1884
De verkiezingen waren algemene verkiezingen; zij werden gehouden na ontbinding van de Tweede Kamer.
|                           | 28 oktober |
| ------------------------- | ---------- |
| Kiesgerechtigden          | 3.042      |
| Opkomst                   | 2.603      |
| Geldige stemmen           | 5.154      |
| Blanco stemmen            | 46         |
| Kiesdrempel               | 1.289      |
| Kandidaten                |            |
| A. van Dedem              | 1.475      |
| T.A.J. van Asch van Wijck | 1.442      |
| S.J. van Roijen           | 1.115      |
| D. Wicherlink             | 1.111      |

## 15 juni 1886
De verkiezingen waren algemene verkiezingen; zij werden gehouden na ontbinding van de Tweede Kamer.
|                           | 15 juni |
| ------------------------- | ------- |
| Kiesgerechtigden          | 3.220   |
| Opkomst                   | 2.952   |
| Geldige stemmen           | 5.839   |
| Blanco stemmen            | 45      |
| Kiesdrempel               | 1.460   |
| Kandidaten                |         |
| A. van Dedem              | 1.581   |
| T.A.J. van Asch van Wijck | 1.537   |
| R.A. Fockema              | 1.374   |
| D. Wicherlink             | 1.343   |

## 1 september 1887
De verkiezingen waren algemene verkiezingen; zij werden gehouden na ontbinding van de Tweede Kamer.
|                           | 1 september |
| ------------------------- | ----------- |
| Kiesgerechtigden          | 3.193       |
| Opkomst                   | 2.550       |
| Geldige stemmen           | 5.038       |
| Blanco stemmen            | 42          |
| Kiesdrempel               | 1.260       |
| Kandidaten                |             |
| A. van Dedem              | 1.487       |
| T.A.J. van Asch van Wijck | 1.442       |
| R.A. Fockema              | 1.052       |
| D. Wicherlink             | 1.038       |

## Voortzetting
Na de grondwetsherziening van 1887 werden de meervoudige kiesdistricten opgeheven; het kiesdistrict Zwolle werd derhalve omgezet in een enkelvoudig kiesdistrict. De gemeenten Doornspijk, Elburg, Grafhorst, Hattem, Kampen, Kamperveen, Oldebroek, Wilsum, IJsselmuiden en Zalk en Veecaten werden toegevoegd aan het kiesdistrict Kampen, de gemeenten Ambt Hardenberg, Ambt Ommen, Gramsbergen, Stad Hardenberg en Stad Ommen aan het kiesdistrict Ommen en de gemeente Nieuwleusen aan het kiesdistrict Steenwijk. Een gedeelte van het kiesdistrict Deventer (de gemeente Wijhe) werd toegevoegd aan het kiesdistrict Zwolle. 